# Triptyque – Août 1972
Ne doit pas être confondu avec Triptych, May–June 1973.
Triptyque – Août 1972, titre original en anglais : Triptych–August 1972,  est un grand triptyque à l’huile sur toile de l’artiste britannique Francis Bacon (1909–1992). Il a été peint en mémoire de l'amant de Bacon, George Dyer, qui s'est suicidé le 24 octobre 1971, la veille de la rétrospective de l'artiste au Grand Palais à Paris, alors la plus haute distinction que Bacon ait reçue.
L'œuvre est le deuxième des trois « Triptyques noirs » réalisés dans les années suivantes en mémoire de son amant. Les dates des deux derniers triptyques sont incluses dans leurs titres, ce qui indique que Bacon les a conçus comme des entrées de journal dans une période très sombre de sa vie. En tant que telles, les peintures sont des témoignages de la manière dont Bacon faisait face à la perte de Dyer à ce moment précis. Ils sont hantés et imprégnés des inévitables sentiments de culpabilité que ressentent tous ceux qui ont perdu un ami proche par suicide.

## Contexte
Bacon ne s'est jamais vraiment remis du suicide de Dyer et n'a plus jamais eu de partenaire sexuel aussi proche ou aussi ancien. Il a déclaré : « Les gens disent que l'on oublie la mort, mais ce n'est pas le cas. Après tout, j'ai eu une vie très malheureuse, car toutes les personnes que j'aimais vraiment sont mortes. Et on n'arrête pas d'y penser ; le temps ne guérit pas. »  Il a ajouté dans le documentaire de 1985 du South Bank Show que « [les gens] essaient toujours de vaincre la mort en laissant des images, mais cela ne fera aucune différence ; nous serons simplement morts, même si l'image peut survivre. » 
Les triptyques noirs sont ainsi nommés en raison de leur atmosphère sombre et du rôle actif que joue la peinture noire dans chacun d'eux. En substance, chacun est un memento mori et ils font partie d'une plus grande série d'œuvres peintes après coup, une succession de peintures qui incluent des têtes individuelles plus petites de Dyer et un certain nombre d'autoportraits de Bacon qui s'étendent jusqu'au milieu des années 80, peut-être jusqu'à son dernier chef-d'œuvre, Study for a Self-Portrait—Triptych, 1985-1986 . De cette œuvre, il a dit que les gens étaient morts « autour de moi comme des mouches et je n'avais personne d'autre à peindre que moi-même ». 
Dans cette œuvre, Dyer est présenté comme un personnage luttant en vain pour survivre ; dans le triptyque de 1973, il est finalement vaincu, nu et vomissant dans une cuvette de toilettes dans un panneau, dans un autre, errant vers une porte ouverte pour s'allonger et mourir. Les panneaux de Triptyque–août 1972 documentent les dernières heures de la vie de Dyer, mais comme dans les deux autres œuvres de la série, la séquence interne des panneaux individuels défie l'interprétation narrative ; ils ne peuvent pas être lus de gauche à droite, et toute représentation est aussi désespérée qu'une autre.